# Knysnaspett
Knysnaspett (Campethera notata) är en fågel i familjen hackspettar inom ordningen hackspettartade fåglar. Arten är endemisk för kustnära områden i östra Sydafrika där den förekommer från Västra Kapprovinsen och österut till sydligaste KwaZulu-Natal. IUCN kategoriserar arten som nära hotad.

## Utseende
Arten skiljer sig från andra sydafrikanska hackspettar genom sina stora mörka prickar som täcker hela den ljusgula undersidan, från strupen till undergumpen. Adulta hanar och honor skiljer sig något åt, främst genom hanens scharlakansröda hjässa och mustaschstreck, medan honan har svartaktig främre hjässa och saknar rött i det mörka mustaschstrecket. Hanen har också, på den olivgröna ovansidan, ljust olivgula små otydliga prickar och streck. Honans svarta främre hjässa har ljusa mindre prickar medan tofsen är röd. Den har en ljus kind och är svartprickig i nacken.
Vingpennorna är bruna, förutom vid basen där de är olivfärgade. Armpennorna är olivbruna, mörkare än ryggen, med tvärgående vitgula streck. Handpennorna är mörkare olivbruna med gula prickar, med bruna fjäderpennor. Stjärten är olivbrun med sex gula tvärgående streck.
Den mäter i genomsnitt 8,5 cm.

## Utbredning och systematik
Knysnahackspetten är endemisk för Sydafrika. Dess smala utbredningsområde sträcker sig över låglandskuster i södra Sydafrika och sträcker sig norrut till södra KwaZulu-Natal, och västerut till omrpden i närheten av staden Bredasdorp i Västra Kapprovinsen. Dess totala utbredningsområde är mindre än 50 000 km2.
Knysnahackspetten tillhör en artkomplex som omfattar Guldstjärtad hackspett och   Mombasaspett.

## Ekologi

### Biotop
Den förekommer i subtropiskt eller tropisk† fuktiga låglandsskogar, fuktig savann och fuktig buskmark.

### Föda
Knysnahackspetten lever främst av fullvuxna myror och myrlarver, men även träätande skalbaggar och termiter, inklusive deras ägg och puppor. Den födosöker på alla nivåer av trädkronan där den plockar och hackar efter byten, då den arbetar sig utefter grenar.

### Häckning
Häckningssäsongen infaller mellan augusti och november, främst i oktober, och paren upprätthåller stora revir. Bohålet hackas ut i döda trädstammar eller grenar. Honor lägger 2–4 ägg, som ruvas i 13–21 dagar, och därefter tar den 4–6 dagar innan ungarna är flygga.

## Status och hot
Arten är ännu inte utrotningshotad, men kategoriseras sedan 2012 som nära hotad av IUCN. Största hotet utgörs av habitatförlust. Arten är lokalt vanlig, men inte över hela sitt utbredningsområde. Dess totala population uppskattas till 1 500–5 000 individer, där 1 000–3 300 uppskattas vara adulta individer.